# Antichrist Superstar (canción)
«Antichrist Superstar» es un sencillo del segundo álbum de Marilyn Manson, el cual lleva el mismo nombre que el sencillo (Antichrist Superstar). El sencillo tiene video musical en vivo, del concierto "Dead to the World".

## Video
"Interscope"/"Nothing Records"-
Marilyn Manson-
“Anti-Christ Superstar”-
TRT 5:23-
Complex Corporation-
Director: E. Elias Merhige mismo director del video "Cryptorchid"-
Productor: Henry S. Rosenthal-
8/17/96.-
El video fue visto por primera vez el 15 de junio de 2010 en su sito oficial pero lo borraron,
después el video fue publicado en YouTube pero a los pocos segundos fue removido.
Ahora se está publicando el video filtrado, está en blanco y negro y muestra imágenes de la película "Begotten", "Cryptorchid" e imágenes nunca vistas; donde Marilyn Manson agarra una biblia y la golpea.
Antes solo lo hacía en conciertos, 
lo curioso es que salió a la luz después de 14 años. 
Este video era una sorpresa para su nueva página, la cual fue arruinada.

## Mitos sobre el sencillo
Este sencillo y las canciones de "Man That You Fear", "Cryptorchid" y "Empty Sounds of Hate" (track 99), son las más sospechosas de mensajes subliminales en el álbum. Tras el suicidio de un menor de edad quien escuchaba el track, se empezaron a crear más mitos sobre la canción, la cual llevó a la fama a Marilyn Manson y la que es escuchada por miles de fanes, a pesar de estos mitos del rock.

## Curiosidades
- En una parte del sencillo, Marilyn Manson canta un coro de su canción "Cryptorchid", la cual se sospecha de mensajes subliminales.
- Marilyn Manson, siempre que cantaba la canción en sus conciertos, empezaba cantando en un altar.
- En algunos conciertos en los que cantaba el sencillo, rompía biblias y quemaba cruces.